# Joseph Weber
Joseph »Joe« Weber, ameriški mornariški častnik in fizik, * 17. maj 1919, Paterson, New Jersey, ZDA, † 30. september 2000, Pittsburgh, Pensilvanija, ZDA.
Weber je prvi javno predaval o načelih delovanja laserja in maserja. Bil je pionir na področju zaznavanja gravitacijskega valovanja in je teoretično in praktično razvil prvi takšen detektor, vrsto resonatorja (Webrove palice).

## Mladost in zgodnja izobrazba
Rodil se je v newjerškem Patersonu in hodil v patersonske javne šole, vključno s patersonsko Talmud Toro. Junija 1935 je končal Eastside High School v Patersonu, malo za svojim šestnajstim rojstnim dnem. Vpisal se je na zasebni kolidž Cooper Union na Cooper Square v East Villageu na Manhattnu. Da pa bi staršema prihranil stroške za svojo sobo in hrano, je prek tekmovalnega sprejemnega izpita dobil možnost vpisati se na Pomorsko akademijo v Annapolisu, Maryland. Na Akademiji je diplomiral leta 1940.

## Mornariška kariera
Med 2. svetovno vojno je služil na ladjah Vojne mornarice ZDA kot komandir podporočnik (lieutenant commander). Izkušnje je pridobil na latalonosilki »Lady Lex« USS Lexington (CV-2). Bil je načelnik palube na Lexingtonu, ko so na ladji sprejeli novico o napadu na Pearl Harbor. V bitki v Koralnem morju je njegova letalonosilka potopila japonsko letalonosilko Šoho, 8. maja 1942 pa je bila tudi sama uničena. Weber je velikokrat svojim študentom pripovedoval zgodbo o tem kako se je potopila letalonosilka Lexington.
Kasneje je poveljeval protipodmorniški ladji SC-690, najprej v Karibih, kasneje pa na Mediteranu. Sodeloval je v zavezniški invaziji na Sicilijo na obali Gela julija 1943.
Med letoma 1943 in 1945 je študiral elektroniko na Pomorski podiplomski šoli, med letoma 1945 in 1948 je vodil oddelek za ECM Bureau of Ships Vojne mornarice ZDA v Washigtonu. Leta 1948 je kot komandir podporočnik prenehal službovati in je postal profesor inženirstva.

## Zgodnja pomornariška kariera; razvoj maserja
Leta 1948 se je pridružil tehniški fakulteti Univerze Marylanda v College Parku. Pogoj za delo na fakulteti je bil, da čim prej doktorira. Tako je ponoči študiral za doktorat na področju mikrovalovne spektroskopije in že bil član fakultete. Doktoriral je leta 1951 z disertacijo Microwave Technique in Chemical Kinetics na Katoliški univerzi Amerike pod Laidlerjevim mentorstvom. Na podlagi svojih mornariških izkušenj o cevni mikrovalovni tehniki je med doktorskim študijem razvijal zamisel o koherentnem mikrovalovnem sevanju. Leta 1951 je predložil članek za raziskovalno konferenco o elektronskih ceveh v Ottawi junija 1952, ki je bilo najzgodnejše javno predavanje o načelih delovanja laserja in maserja. Po njegovi predstavitvi ga je podjetje RCA prosilo naj izvede seminar o tej temi, Townes pa ga je prosil za kopijo članka. Townes je raziskoval v podobni smeri, kakor tudi Basov in Prohorov. Vsi trije so prvi izdelali delujoče prototipe teh naprav in so leta 1964 za to prejeli Nobelovo nagrado za fiziko.

## Delo o zaznavanju gravitacijskega valovanja
Webrovo zanimanje za splošno teorijo reltivnosti ga je vodilo do Guggenheimove štipendije in je med letoma 1955 in 1956 raziskoval gravitacijsko valovanje z Wheelerjem na Inštitutu za višji študij v Princetonu, New Jersey, ter na Lorentzevem inštitutu za teoretično fiziko Univerze v Leidnu. Tedaj obstoj gravitacijskega valovanja ni bil splošno sprejet. Weber je prvi poskušal zaznati to valovanje. Ko je začel objavljati članke o zaznavi gravitacijskega valovanja, se je iz tehniškega oddelka preselil na oddelek za fiziko Univerze Marylanda.
V 1960-ih je izdelal prve detektorje gravitacijskega valovanja (Webrove palice) in začel objavljati članke o dokazu njihove zaznave. Leta 1972 je poslal zaznavalno napravo gravitacijskega valovanja (»lunarni površinski gravimeter«, kot del Apollo Lunar Surface Experiments Package)  na Luno v odpravi Apollo 17.

### Obrekovanja trditev o odkritju gravitacijskega valovanja
V 1970-ih so na slab glas spravili njegove poskuse odkrivanja gravitacijskega valovanja. Weber je še naprej trdil, da je gravitacijsko valovanje zaznal. Da bi preskusil Webrove rezultate, je IBM-ov fizik Richard Garwin izdelal detektor, ki je bil podoben Webrovemu. V šestih mesecih je zaznal le en sunek, kar je bilo verjetno le šum. David Douglass je v Webrovem računalniškem programu odkril napako, ki naj bi proizvajala dnevne signale gravitacijskega valovanja, in te naj bil Weber zaznaval. Zaradi napake je bil signal zunaj šuma. Garwin je na 5. konferenci o relativnosti na MIT junija 1974 agresivno soočil Webra s to informacijo. V reviji Physics Today je potem izšlo več pisem o tej temi. Garwin je trdil, da je bil Webrov model »nor, saj bi moralo Vesolje vso svojo energijo pretvoriti v gravitacijsko sevanje v 50 milijon letih, če bi nekdo res zaznaval kar je zaznaval Joe Weber.« »Weber,« je navedel Garwin »je takšna oseba, ki ne bi izjavila: 'Ne, nikoli nisem videl gravitacijskega valovanja.' In National Science Foundation, ki je na žalost denarno podprla delo, ni dovolj moža, da bi počistila zapis, kar bi morala.« Leta 1972 so Heinz Billing in kolegi na Fizikalnem inštitutu Maxa Plancka zgradili detektor, ki je bil podoben Webrovemu, da bi preverili njegove trditve, vendar brez uspeha.
Proces kako so fiziki in splošna javnost zavrnili Webrove trditve, da je našel gravitacijsko valovanje, je opisan v več knjigah in člankih, med njimi Gravitational Wave Blues,, izvleček iz Black Hole Blues and Other Songs from Outer Space, Janna Levin; več člankov in knjigi: Gravity's Shadow in Gravity’s Ghost: Scientific Discovery in the 21st Century sociologa Harryja Collinsa; ter Einstein's Unfinished Symphony Marcie Bartusiak.

### Odkritje gravitacijskega valovanja projekta LIGO
11. februarja 2016 sta imeli skupini znanstvenega sodelovanja LIGO in Devica tiskovno konferenco na kateri sta objavili, da so neposredno zaznali gravitacijsko valovanje iz dvojnega sistema spojenih črnih lukenj na roš hašano 2015, (Webrov yahrtzeit), s pomočjo naprednih detektorjev LIGO. Med najavo je več govornikov pripisovalo Webru pionirstvo na tem področju, vključno s Kipom Thorneom, ki je bil soustanovitelj projekta LIGO, in je tudi posvetil veliko časa iskanju gravitacijskega valovanja. Kasneje je Thorne za Washington Post povedal: »On je res ustanovni oče tega področja.« Webrova druga žena, astronomka Virginia Trimble, je med tiskovno konferenco LIGO sedela v prvi vrsti poslušalcev. V poznejšem intervjuju za Science Magazine je na vprašanje ali je Weber res videl gravitacijsko valovanje, odgovorila: »Ne vem. Mislim pa, da če bi bili dve tehnologiji, ki bi vodili naprej, bi potiskali druga drugo, kot sodelavki in ne kot tekmovalki. Verjetno bi jih opazili prej.«

## Delo o zaznavanju nevtrinov
Med zagovarjanjem svojega dela o zaznavi gravitacijskega valovanja je Weber začel povezano delo o zaznavanju nevtrinov. Privzel je neskončno togost kristalov in izračunal, da bi bilo mogoče zaznati nevtrine s pomočjo kristalov safirja. Objavil je eksperimentalne rezultate o sipanju nevtrinov s temi kristali. Patentiral je tudi zamisel rabe nihajočih kristalov za tvorbo nevtrinov. Njegovi eksperimentalni rezultati so nasprotovali predhodnim in kasnejšim ugotovitvam iz drugih poskusov, njegovo teorijo pa preskušajo naprej.

## Zapuščina
Čeprav njegovi poskusi iskanja gravitacijskega valovanja s paličnimi detektorji niso bili uspešni, Weber velja za očeta detektorjev gravitacijskega valovanja, vključno z LIGO, MiniGrail in več raziskovalnimi programi HFGW po svetu. Njegovi zapiski vsebujejo zamisli o laserskih interferometrih. Takšen interferometer je prvi skonstruiral njegov nekdanji študent Robert Forward v Hughes Research Laboratories.
Joe Weber je bil prvi, ki je sprejel izziv. Po najinem skupnem delu v Leidnu je zaobjel gravitacijsko valovanje z religiozno vnemo in ga je zasledoval do konca svoje poklicne kariere. Včasih se sprašujem ali sem v Webru videl preveliko navdušenje za tako ogromno težko nalogo. Vendar ali je na koncu bil on prvi, ki je zaznal gravitacijsko valovanje, ali kdo drug, je to komaj pomembno. Dejansko si bo zaslužil čast biti na čelu poti. Nihče drug ni imel poguma za iskanje gravitacijskih valov dokler Weber ni pokazal, da so bili v dosegu možnega.— John Archibald Wheeler, »Geons, Black Holes, and Quantum Foam: A Life in Physics,«

## Osebno življenje
Weber je bil najmlajši otrok priseljenih staršev. Njegovo ime je bilo »Yonah« dokler ni začel hoditi v srednjo šolo. Ni imel rojstnega lista in oče je prevzel priimek »Weber«, da bi se ujemal z razpoložljivim potnim listom, in bi se na ta način lahko izselil v ZDA. Tako Joseph ni imel veliko dokazov o svoji družini ali priimku, zaradi česar je imel težave pri pridobitvi potnega lista na višku rdečega preplaha.
Njegov prvi zakon s sošolko iz srednje šole Anito Straus se je končal z njeno smrtjo leta 1971. Poročil se je drugič z astronomko Virginio Trimble. Iz prvega zakona je imel štiri otroke in šest pravnukov.
Umrl je 30. septembra 2000 v Pittsburghu med zdravljenjem limfoma, ki so ga diagnosticirali približno tri leta prej.

## Priznanja

### Poimenovanja
Po njem se imenuje nagrada Josepha Webra za astronomsko inštrumentacijo.